# Oh, quina joia!
Oh, quina joia! és una pel·lícula de Ventura Pons produïda el 2016.

## Sinopsi[1]
En Berenguer és de Valls i des de petit té una gran passió: ser actor. Lluita amb totes les seves forces, però l'època que vivim no posa res fàcil als joves. A casa, el seu avi, un patriarca autoritari, passat de rosca, està en contra de la seva "passió equivocada": només s'ho passa bé quan porta mulates joves perquè el facin sentir un home com Déu mana. I els pares fan la gara-gara. A Barcelona, ha trobat una ciutat amb un gran ventall de coses a fer i on somiar en allò que desitja. Amb l'Ovidi, company de promoció del teatre, plegats se les empesquen engegant aventures sense un ral fent de tot i més per trobar el seu lloc en l'escena, però la cosa no acaba de rutllar. Per casualitat descobreix una notícia que el farà sacsejar. En Berenguer es troba un bitllet per viatjar a Los Angeles, on en sis dies i cinc nits buscarà un secret enterrat durant molts anys. Potser una persona l'espera fa dècades a l'altra banda de l'oceà. Anna Joy, una actriu apareguda per brillar encara més agafant-se les mans. El viatge a Califòrnia li canviarà el destí, la manera d'entendre el món i la terra que l'ha vist néixer i, qui ho sap, la seva vida... Serà un viatge emocional curt i potent ple de somriures i qui sap si d'alguna llàgrima.

## Fitxa tècnica i artística
- Direcció: Ventura Pons
- Guió: Ventura Pons i Ricard Farré
- Producció: Els Films de la Rambla, 2016
- Direcció de fotografia: Andalu Vila-Sanjuan i Tito Arcas
- Música: Gato Pérez i d'altres

### Intèrprets
- Teresa Gimpera: Anna Joy
- Ricard Farré: Berenguer
- Josep Maria Pou: Ramon
- Amparo Moreno: Maruja
- Pedro Ruiz: Jimmy
- Joan Pera: notari
- Montserrat Carulla: Senyora Angelina
- Àlex Casanovas: Cesc
- Rosa Vila: Maria
- Xavi Francés: Ovidi